# Dasyrhynchus talismani
Espèce
Dasyrhynchus talismani est une espèce de cestodes de la famille des Lacistorhynchidae. C'est un parasite de certaines espèces de poissons, et on le rencontre ainsi chez certaines Elasmobranchii. Ses larves parasitent l'appareil circulatoire d'espèces hôtes comme le Thon obèse et le Thon jaune.